# Gudsmodern

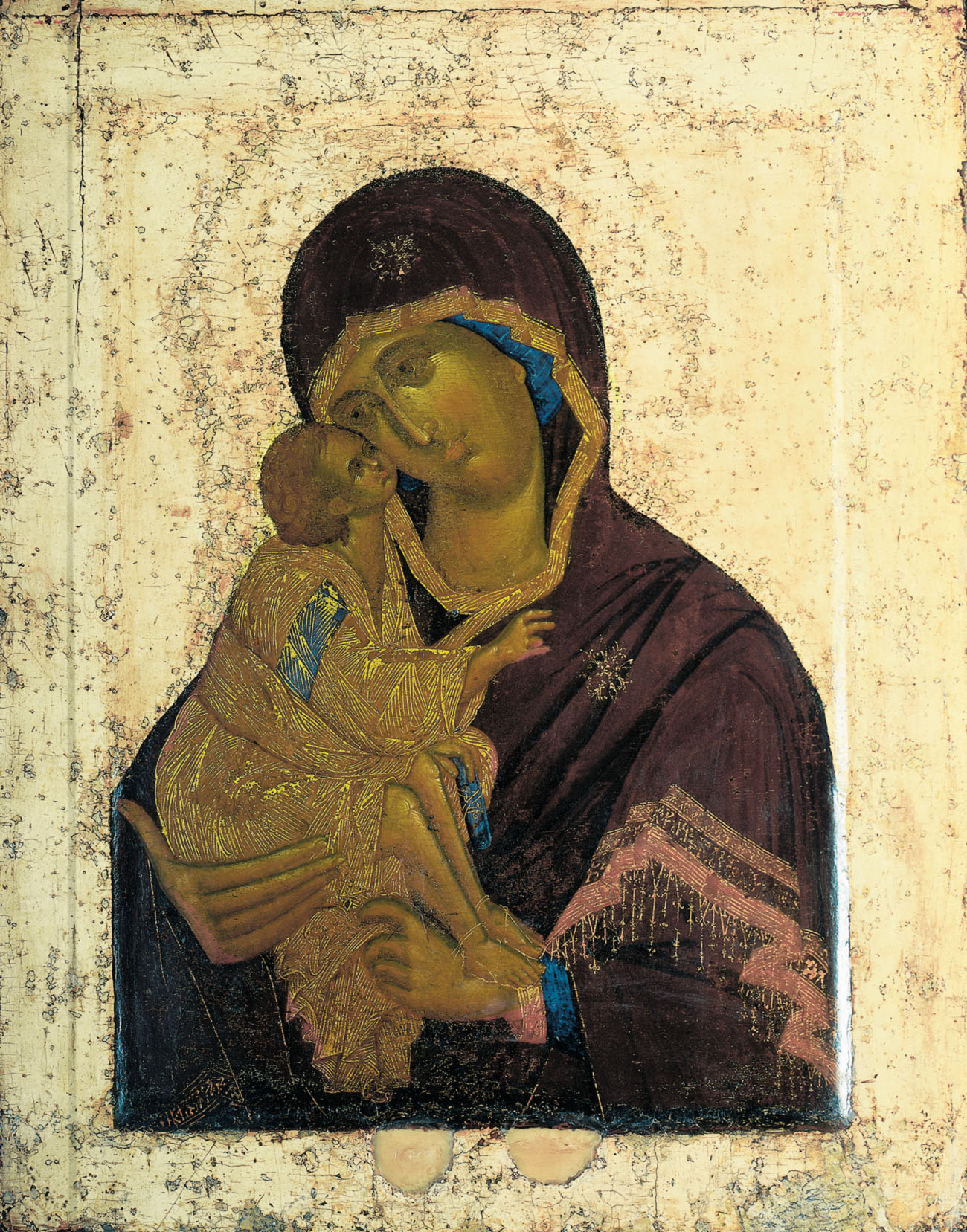
En av Theofanes Grekens gudsmodern-ikoner.

Gudsmodern var och är ett viktigt motiv i ryskt ikonmåleri. Ikoner föreställande Gudsmodern avbildar Jungfru Maria med Jesusbarnet i famnen, och är vanligt överallt men särskilt dominerande inom novgorodskolan.